# Ōzeki
Ōzeki (jap. 大関 ōzeki) – mistrz, druga pod względem ważności ranga w sumō. Jest to jedyna ranga, z której można zostać promowanym do rangi wielkiego mistrza – yokozuny. Do czasu wprowadzenia rangi yokozuny, ōzeki był najwyższym tytułem w grupie san'yaku. Jest to najwyższa ranga na jaką można zostać zarówno awansowanym, jak i z niej zdegradowanym.

## Zasady przyznawania rangiōzeki
Tytuł ōzeki przyznawany jest zapaśnikom rangi sekiwake, którzy w trzech kolejnych turniejach wygrają odpowiednią liczbę walk (na ogół 33-35 spośród 45), a w pierwszym z tych turniejów posiadali rangę nie niższą niż komusubi. Nadając rangę, federacja bierze pod uwagę wiele różnych czynników, do których zalicza się, oprócz liczby wygranych walk, m.in. rangi przeciwników oraz prezentowany poziom wykonawczy walk.

## Utrata i przywrócenie rangiōzeki
Rangę ōzeki można utracić, jeśli podczas dwóch kolejnych turniejów przegra się więcej niż 7 walk (makekoshi). Wygranie 10 lub więcej walk w kolejnym turnieju, bezpośrednio po utracie rangi, powoduje jej przywrócenie. Aby odzyskać rangę ōzeki później, należy spełnić kryteria obowiązujące przy zwykłym trybie przyznawania tytułu.